# Ursula Marvin
Ursula Marvin   (Bradford, 20 d'agost de 1921 - Concord, 12 de febrer de 2018) va ser una geòloga planetària i autora estatunidenca que va treballar per a l'Observatori Astrofísic Smithsonià i estudià meteorits i mostres lunars.
En 1997 va guanyar el Lifetime Achievement Award de Women in Science and Engineering. El 1986, la Societat Geològica dels Estats Units li va atorgar el Premi d'Història de la Geologia. També va guanyar la Medalla Sue Tyler Friedman el 2005, i el pic muntanyenc Marvin Nunatak, de l'Antàrtida, es va nomenar així en honor seu. El 2012, la Meteoritical Society li va atorgar el Premi a la seva labor en part pel seu treball en enregistrar la història oral de científics meteorítics. L'asteroide Marvin (4309) es va nomenar així en honor seu.

## Formació

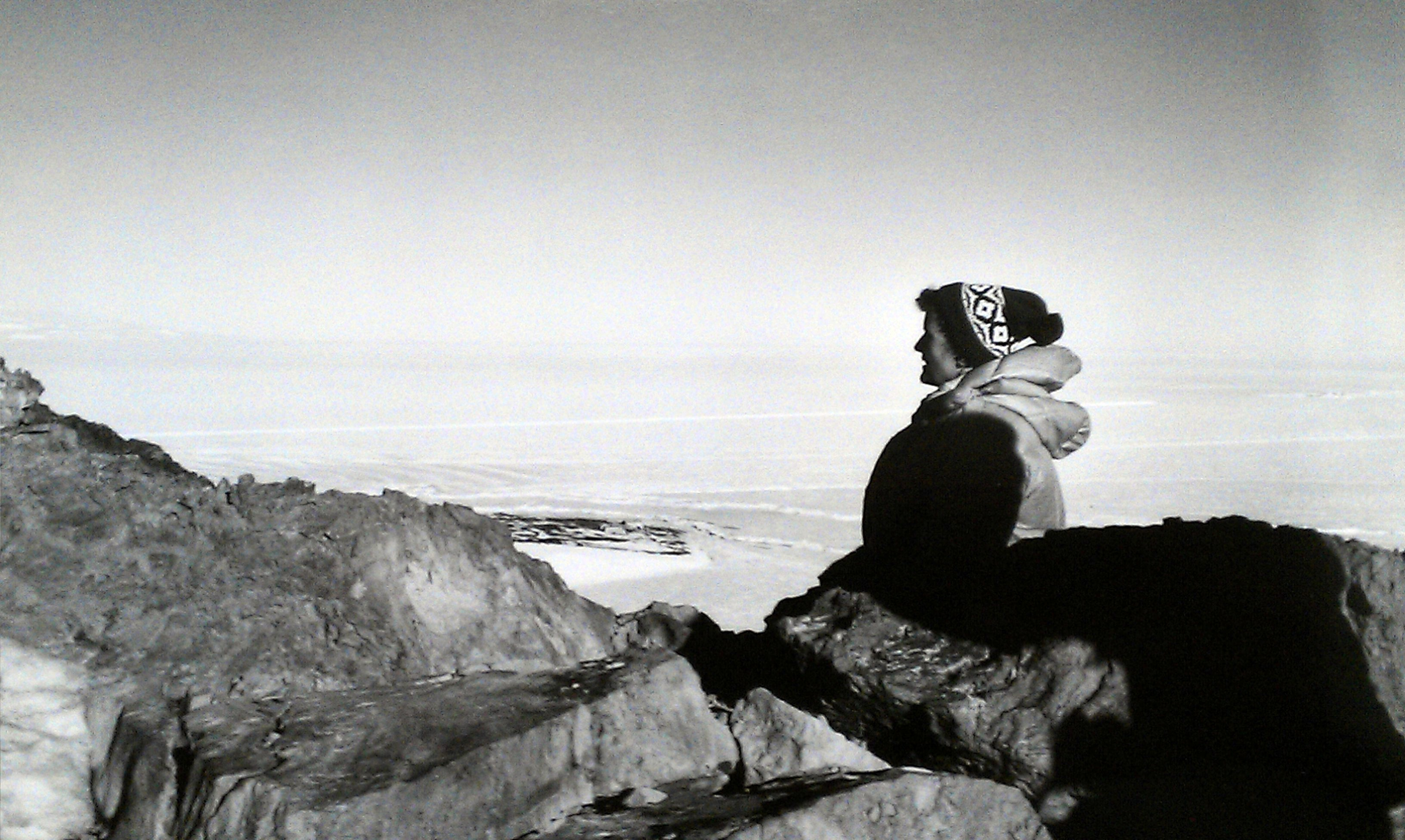
Ursula B. Marvin a l'Antàrtida

Marvin va néixer a Bradford, Vermont, el 20 d'agost de 1921. Mentre estudiava història a la Universitat de Tufts, va rebre classes de geologia per complir amb els requisits exigits a ciències i va queda captivada per l'assignatura. Va demanar al seu professor de geologia que canviés les especialitats a geologia, però s'hi va negar, per la qual cosa va agregar cursos de geologia, matemàtiques i física al seu programa. Es va graduar amb una llicenciatura en història de la Universitat de Tufts el 1943. Després va assistir a la Universitat Harvard-Radcliffe, on obtingué un màster en geologia el 1946.

## Trajectòria professional
Després de la Segona Guerra Mundial, es va traslladar a Chicago per ser investigadora associada en aquesta Universitat. El 1950 va conèixer Thomas C. Marvin, amb qui es va casar el 1952. En els anys següents van treballar junts per a la Union Carbide Corporation, que explorava jaciments de mineral al Brasil, Angola i els EUA. Després de tornar als Estats Units el 1958, va ensenyar mineralogia a Tufts durant dos anys, abans que li oferissin una feina d'investigació de meteorits a Harvard. Va ser designada a un lloc fix de personal de recerca en l'Observatori Astrofísic Smithsonià el 1961 i va obtenir un Doctorat en Geologia de Harvard el 1969.
És autora del llibre de 1973 Continental Drift: Evolution of a Concept i de més de 160 treballs d'investigació. Les seves contribucions clau en la ciència planetària es van especialitzar en estudis de meteorits i mostres lunars. Les seves publicacions inclouen anàlisi dels productes d'oxidació de l'Sputnik 4 per determinar l'alteració mineralògica al llarg del temps d'exposició amb aplicacions a meteorits de ferro. També va participar en molts estudis de mostres retornades dels programes lunars nord-americans i russos, incloses les missions Apol·lo 12, Apol·lo 15, Apol·lo 16, Lluna 16 i Lluna 20.
Va viatjar a l'Antàrtida per a tres dels primers estudis ANSMET i va analitzar el primer meteorit lunar, l'Allan Hills A81005. Va ser la primera dona en l'equip nord-americà que hi va fer investigació. Per les seves contribucions a la recerca a l'Antàrtida, una petita muntanya en la capa de gel va rebre el seu nom, Marvin Nunatak.
Va exercir com a síndica a la Universitat Tufts des de 1975 fins a 1985, i després en va ser síndica emèrita.